# Красное (Соликамск)
Красное — микрорайон в Соликамске.

## География
Микрорайон расположен к юго-западу от центральной части города на левобережье речки Усолка. Границы микрорайона — улица Привокзальная на северо-востоке, левый берег реки Усолка на севере, зона отчуждения железной дороги на западе и рубежи жилой застройки на юге и востоке. На запад от микрорайона расположена железнодорожная станция Соликамск с вокзалом.

## История
На месте микрорайона в XVI веке, здесь находилась деревня Скрыпинская (позднее сгоревшая), владение семьи Суровцевых. В 1731 году это уже село, отмечавшееся как приданое Настасьи Суровцевой, перешедшее затем во владения Демидовых. В селе в первой половине XVIII был заложен ботанический сад с оранжереей. В 1772 году сад был продан вместе с Красным селом заводчику А. Турчанинову. После его смерти сад стал приходить в упадок, и после раздела имения между наследниками в 1824 году прекратил свое существование. В советское время рядом с селом в 1928 году была открыта железнодорожная станция Соликамск как конечный пункт ветки Пермь-Соликамск. Начал строиться 2-й микрорайон калийщиков, однако это название так и не прижилось. Название села перешло и на весь новый микрорайон.

## Улицы
Центральной магистралью микрорайона является улица 20-летия Победы. С востока и севера микрорайон огибает улица Привокзальная, которая переходит в улицу Олега Кошевого на западе. В западной части микрорайона проходят также параллельно железной дороге Железнодорожная улица, улицы Димитрова, Набережная, Такелажная, Рабочая и Менделеева. Перпендикулярно железной дороге проходят улицы Пионерская и Новая.
Жилые многоквартирные дома в этом микрорайоне все 5-тиэтажные. Есть 2 садика, школа, по окраинам района расположены частные дома и гаражи.

## Транспортное сообщение
Автобусы: 4, 11, 14, 20, 24, 33. Городской железнодорожный вокзал.

## Образование
На территории микрорайона находится средняя школа № 12 (До оптимизации системы образования - школа № 6).

## Достопримечательности
Иоанно-Предтеченская церковь конца XVIII века. При церкви действует Предтеченский женский монастырь.